# CTAN
CTAN es un acrónimo de Comprehensive TeX Archive Network. Es el sitio web de referencia para en encontrar material y software relacionados con TeX.   

## Historia
Antes de la aparición de CTAN existía un cierto número de personas que elaboraban materiales TeX para su descarga pública pero estos materiales no se encontraban catalogados de forma sistemática. En la conferencia EuroTeX de 1991 se discutió la idea de unir los materiales que se encontraban separados, siendo Joachim Schrod el mayor impulsor de la idea.
CTAN fue iniciado en 1992 por Rainer Schöpf y Joachim Schrod en Alemania, Sebastian Rahtz en el Reino Unido, y George Greenwade en Estados Unidos. También fue importante la contribución del TeX Users Group en el diseño del catálogo. CTAN fue anunciado oficialmente en la conferencia EuroTeX en 1993. Hoy en día siguen siendo cuatro personas las que mantienen los archivos y la actualización de los catálogos de TeX: Rainer, Joachim, Robin Fairbairns y Jim Hefferon.  
El sitio web británico ha estado físicamente en el mismo sitio desde el principio. El sitio web estadounidense ha cambiado de sitio dos veces y actualmente se encuentra en Saint Michael's College in Colchester, Vermont. El sitio alemán ha cambiado tres veces de sitio y en la actualidad está en un host comercial aunque de su mantenimiento se ocupa DANTE (Deutschsprachige Anwendervereinigung TeX).
El nodo principal de CTAN registra un tráfico de 6 TB por mes, sin contar los 75 espejos mundiales que posee la red.